# Vratislav Fikejz
Vratislav Fikejz je bývalý český fotbalista a fotbalový trenér.

## Fotbalová kariéra
V československé lize hrál za SK Slavia Praha, SK Polaban Nymburk, SK Čechie Karlín a SONP Kladno. Se Slavií získal v letech 1941 a 1942 dvakrát ligový titul.

## Trenérská kariéra
V roce 1966 byl trenérem Slavie.

## Ligová bilance
| Ročník                                     | Zápasy | Góly | Klub               |
| ------------------------------------------ | ------ | ---- | ------------------ |
| Národní liga 1940/41                       | 5      | 4    | SK Slavia Praha    |
| Národní liga 1941/42                       | 4      | 1    | SK Slavia Praha    |
| Národní liga 1943/44                       | 2      | 0    | SK Slavia Praha    |
| Státní liga 1945/46                        | -      | 12   | SK Polaban Nymburk |
| Státní liga 1947/48                        | -      | 3    | SK Čechie Karlín   |
| Celostátní československé mistrovství 1949 | -      | 1    | SONP Kladno        |
| CELKEM                                     | -      | 21   |                    |